# Schwedenplatz
La Schwedenplatz se situe à Vienne, dans l'Innere Stadt, sur la rive droite du canal du Danube. Elle constitue l'un des principaux nœuds de transports en commun de Vienne. Il représente une extension du Franz-Josefs-Kai. Le Schwedenbrücke et la Schwedenplatz reçoivent leurs noms actuels en novembre 1919 par décision du conseil municipal présidé par le maire Jakob Reumann, en remerciement de l'aide apportée par la Suède après la Première Guerre mondiale, au profit notamment des enfants de Vienne.

## Histoire
Du Moyen Âge à 1858, la Rotenturmtor de l'enceinte de Vienne se trouve à place de la Schwedenplatz. Elle permet d'accéder directement au bras du Danube (aujourd'hui le canal du Danube) qui rejoint la ville. Au point le plus étroit du bras du Danube, il y a le seul pont du Danube. Sur l’autre rive, après l’île du Danube, se développera plus tard à partir de 1850 Leopoldstadt. Le pont battant est remplacé en 1819.
Après la démolition de la Rotenturmtor, le Franz-Josefs-Kai est construit jusqu'en 1860 le long du canal du Danube. Au bout du pont on aménage un square baptisé Kaiser-Ferdinands-Platz en 1897. L'ancienne étendue de la place est encore visible aux quelques numéros de maison de l'endroit.
Un duel d'artillerie a lieu sur le canal du Danube en 1945 au cours de la bataille de Vienne. De nombreux bâtiments en sont victimes, notamment autour de la Schwedenplatz. Le front de maisons d'aujourd'hui, entre Laurenzerberg et Rotenturmstraße, un bloc de maisons situé en amont, est tellement détruit que la reconstruction est omise.
La station Schwedenplatz du métro de Vienne est aménagée en 1901.
En 2005, des caméras vidéo mobiles de la Direction de la police fédérale de Vienne sont installées pour la première fois à Vienne en réponse à la petite délinquance, en particulier le trafic de drogue et ceux qui lui sont liés. La polémique met en avant qu'elles filment les fenêtres des appartements adjacents.

## Transports en commun
La Schwedenplatz est aujourd'hui un important carrefour routier en bordure de la vieille ville. En plus des deux lignes de métro U1 et U4, les lignes de tramway 1 et 2 la desservent, ainsi que la Citybuslinie 2A, une ligne de bus desservant l'aéroport de Vienne, un point d'entrée et de sortie pour le bus touristique, la voie à sens unique à quatre voies et l'est du Franz-Josef-Kai et la station de bateau Vienna City ouverte en 2010. À partir de là, le Twin City Liner dessert trois fois par jour Bratislava. Sur la Schwedenplatz, s'ouvre la Rotenturmstraße, qui la relie à la Stephansplatz. La large piste cyclable et piétonne au niveau de la rue longe la rive droite du canal du Danube.

## Source de la traduction
- (de) Cet article est partiellement ou en totalité issu de l’article de Wikipédia en allemand intitulé « Schwedenplatz » (voir la liste des auteurs).